# وستركينغن
وستركينغن (بالألمانية: Wasterkingen) هي إحدى بلديات مقاطعة بولاخ في كانتون زيورخ في سويسرا. تبلغ مساحتها 3.95 كيلومتر مربع، ويقدر عدد سكانها بـ 574 نسمة (حسب تعداد ديسمبر 2017).